# Eburodacrys coalescens
Eburodacrys coalescens là một loài bọ cánh cứng trong họ Cerambycidae.